# Soteleden

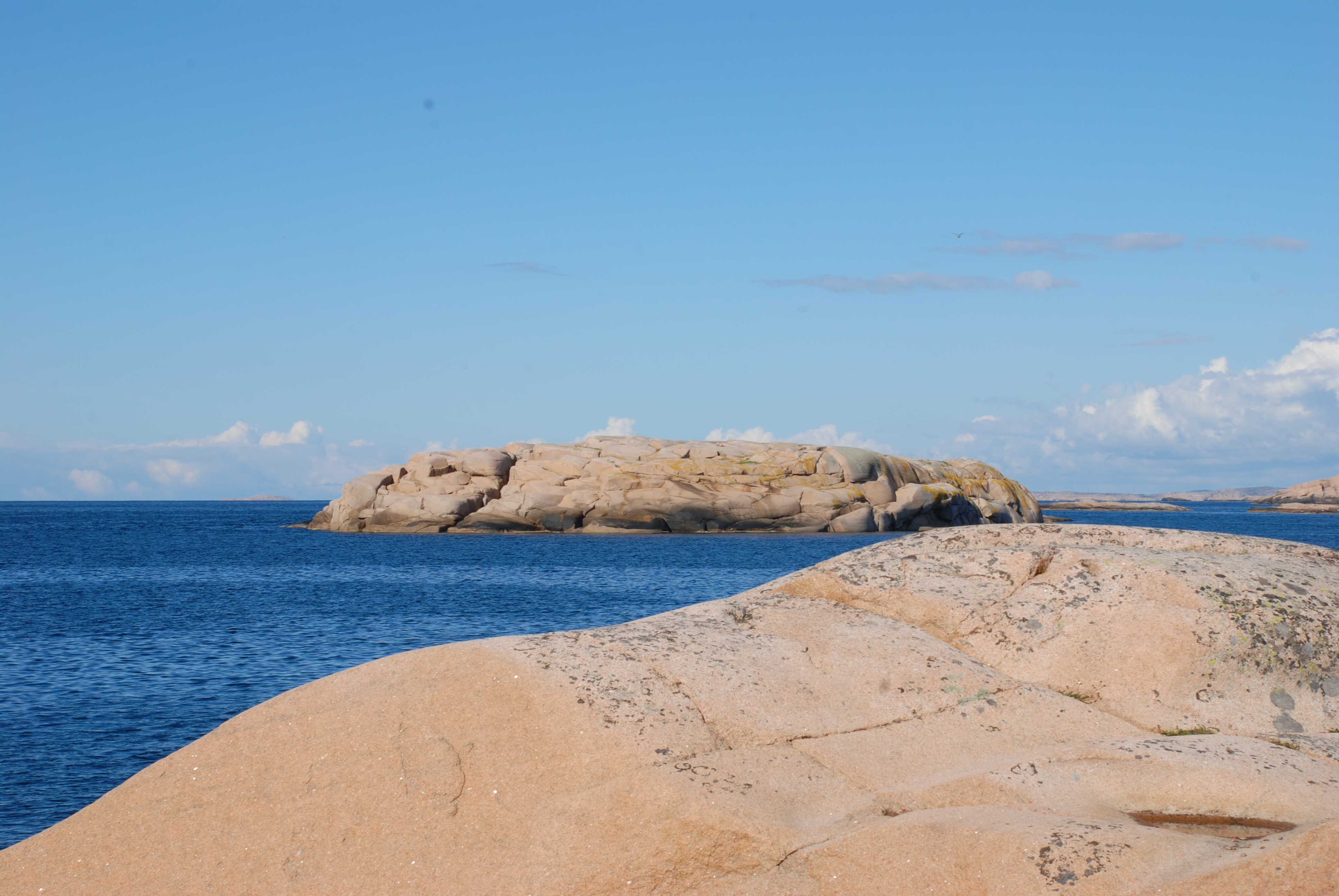
Sote Bonde på Ramsvikslandet längs Soteleden.

Soteleden är en omkring 70 kilometer lång vandringsled i Sotenäs kommun i Bohuslän.
Soteleden sträcker sig från Åby säteri i nordöst och går genom kustsamhällena i tjugo etappsträckor. Den är markerad med blå och vita markeringar på stolpar eller märkta stenrösen. På vissa stolpar benämns den Kuststigen.
Längs leden passeras många sevärdheter, så som naturreservaten Anneröd-Hogsäm med Sveriges nordligaste bokskog, Ramsvikslandet med bohuslänsk röd granit och Klippornas rike med jättegrytor, isräfflor och hällskulpturer. Vid Ramsvik kan utöver utsikten ut över Skagerack dessutom olika fåglar studeras i Grosshamns fågelstation. I kommunen finns även gamla stenbrott, ett stenhuggarmuseum, hällristningar, en grav från bronsåldern, gravfält och en hällkista.